# Karl August von Wangenheim

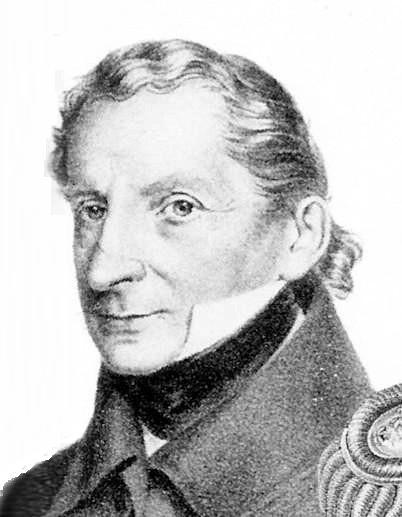
Karl August Freiherr von Wangenheim, 1819

 Karl August Freiherr von Wangenheim (* 14. März 1773 in Gotha; † 19. Juli 1850 in Coburg) war ein deutscher Jurist, Diplomat und Politiker aus der Familie von Wangenheim. Kurzzeitig amtierte er als Kultusminister des Königreichs Württemberg.

## Leben
Karl August von Wangenheim entstammte einem alten thüringischen Adelsgeschlecht. Er kam als Sohn des im Herzogtum Sachsen-Gotha-Altenburg dienenden Generals Karl Bernhard Heinrich von Wangenheim zur Welt und besuchte das Gymnasium in der Residenzstadt Gotha. In Jena und Erlangen studierte er Rechtswissenschaften. Daneben zeigte er sich auch gegenüber anderen Gebieten des geistigen Lebens sehr aufgeschlossen. Nach dem Studium trat er als Rat in den Dienst der Regierung des Herzogtums Sachsen-Coburg-Saalfeld. Nachdem Wangenheim zum Vizepräsidenten der Regierung aufgestiegen war, geriet er in eine fachliche Auseinandersetzung mit dem leitenden Minister Theodor von Kretschmann. Infolge dieses Konflikts wurde Wangenheim vom Herzog Franz des Dienstes enthoben. Gegen diese Amtsenthebung klagte Wangenheim beim Reichshofrat und veröffentlichte den Streitfall in einem 1805 in Coburg erschienenen zweibändigen Werk. Zwar entschied der Reichshofrat zu Gunsten von Wangenheim, jedoch blieb das Urteil wegen des Endes des Heiligen Römischen Reichs 1806 ohne praktische Folgen. Ein Auftrag in Privatangelegenheiten der Herzogin von Sachsen-Hildburghausen führte Wangenheim nach Stuttgart.

## Werdegang
1806 trat er als Präsident der württembergischen Oberfinanzkammer in die Dienste des neuen Königs Friedrich. 1811 wurde Wangenheim zum Präsidenten des Obertribunals und zum Kurator der Universität Tübingen ernannt. Unter dem Einfluss von Professor Eschenmayer wollte Wangenheim ein von naturphilosophischen Ideen beeinflusstes politisches System verwirklichen. In Württemberg war im Frühjahr 1815 der Streit über die Verfassung ausgebrochen. Wangenheim gab im Sommer 1815 ein Schriftstück unter dem Titel Die Idee der Staatsverfassung mit besonderer Rücksicht auf Württembergs alte Landesverfassung etc. heraus. Damit versuchte er zwischen den Ansichten des Königs und denjenigen der Stände zu vermitteln. Dies veranlasste König Friedrich, Wangenheim zum Mitglied einer Kommission zu ernennen, die ein gutes Einvernehmen zwischen der Krone und den Ständen herstellen sollte. Im Herbst 1815 legte Wangenheim der Ständeversammlung 14 Artikel als Grundlage für ihre Beratungen vor, die er als ein bedeutendes Entgegenkommen an die Stände verstanden wissen wollte. Dennoch konnte Wangenheim damit nur bei wenigen Ständemitgliedern politische Unterstützung und persönliches Vertrauen gewinnen. Zu diesen wenigen Abgeordneten zählten zum Beispiel der Jurist Griesinger und der Verleger Cotta. Trotz zunehmender Bedenken des Königs angesichts der Verfassungskämpfe hielt Wangenheim am Ziel fest, die Verfassung zu Stande zu bringen. 1816 veröffentlichte er einen Bericht an den König, in dem er eine Verfassung als das einzige Mittel gegen Geheimbünde pries. Hegel unterstützte Wangenheims Ideen in den Heidelberger Jahrbüchern der Literatur (1817, Nr. 66 ff.), jedoch litt Wangenheims Verständigung mit den württembergischen Ständen zusehends.
Am 30. Oktober 1816 starb König Friedrich. Der neue König Wilhelm begann mit einer Reihe von Reformen auf unterschiedlichen Gebieten. Wangenheim übernahm das Kultusministerium im sogenannten „Reformministerium Wangenheim-Kerner“. Aber in der Verfassungsangelegenheit kam er nicht mehr voran. Wangenheim geriet zunehmend unter Druck und im November 1817 nahm er seinen Abschied. König Wilhelm ernannte ihn zum Gesandten am Bundestag. Dort war er ein Verfechter der sogenannten Triasidee, welche auch seinem naturphilosophischen Grundsatz von der Einheit in der Dreiheit entsprach. Mit einer wechselnden Zahl gleichgesinnter Kollegen leistete er in Frankfurt mehrere Jahre Widerstand gegen Metternichs Politik, was bisweilen sogar im Gegensatz zum Willen der Regierung in Stuttgart stand. Darunter litt insbesondere das Verhältnis Wangenheims zum württembergischen Außenminister Wintzingerode. Über die Karlsbader Beschlüsse schrieb Wangenheim, dass diese „am Ende Unheil und Revolutionen“ erwarten lassen.  Außerhalb des Bundestags betätigte sich Wangenheim bei den Konferenzen der Staaten der oberrheinischen Kirchenprovinz, die er am 24. März 1818 in Frankfurt eröffnete. Auch die Angelegenheiten des Zollvereins fanden sein Interesse. Er stand im Mittelpunkt der Darmstädter Handelskonferenz von 1820, wo er zwischen den rheinischen Freihändlern und den bayerischen Schutzzöllnern zu vermitteln versuchte. Am Ende der Konferenz konnte jedoch kein greifbares Resultat erzielt werden. Am Bundestag erschien Wangenheim mit seinen Parteigängern dem Fürsten Metternich zunehmend untragbar. Im Frühjahr 1823 verlangten Österreich und Preußen Wangenheims Abberufung vom Bundestag, die im Juli 1823 dann auch erfolgte.
Wangenheim widmete sich nun in Dresden und dann in Coburg seinen gesellschaftlichen und wissenschaftlichen Interessen. Er war ein Förderer der Ideen von Friedrich List. 1833 errang er im Oberamt Ehingen ein Mandat für die Zweite Kammer der württembergischen Landstände. Die Wahl Wangenheims wurde jedoch von den Mitgliedern der Kammer für ungültig erklärt, da Wangenheim seinen Wohnsitz außerhalb Württembergs hatte.  Bis an sein Lebensende blieb Wangenheim vom Gedanken an die Triasidee beherrscht.
Erwähnenswert sind auch sein Sohn, der preußische Regierungsrat Karl Hermann von Wangenheim (1807–1890) und dessen Ehefrau Marie (1814–1891), geb. Aichner Freiin von Heppenstein, die ab 1853 in Berlin wohnten und sich mit dem Schriftsteller Theodor Fontane anfreundeten. Manche katholischen Motive in Fontanes Romanen gehen auf Familie von Wangenheim und speziell auf die Katholikin Marie zurück.

## Ehrungen
- 1818 Großkreuz des Ordens der württembergischen Krone
- 1830 Dr. h. c. der Staatswirtschaftlichen Fakultät an der Universität Tübingen

## Werke
- Auch ein Beitrag zur Geschichte der Organisation der coburg-saalfeldischen Lande durch den Minister Th. v. Kretzschmann, Coburg 1805
- Ueber die Trennung der Volksvertretung in zwei Abtheilungen und über landschaftliche Ausschüsse, September 1816
- Die Wahl des Freiherrn v. Wangenheim, K. württ. Staatsministers a. D., in die württemb. Ständeversammlung, 1832
- Oesterreich, Preußen und das reine Deutschland auf der Grundlage des deutschen Staatenbundes organisch zum deutschen Bundesstaat vereinigt, Weimar 1849
- Das Dreikönigsbündnis und die Radowitzsche Politik, 1851